# Armand Liberati
Armand Liberati (* 27. Januar 1923 in Blida, Algerien; † 2. Januar 2016 in Luynes, Stadtteil von Aix-en-Provence) war ein französischer Fußballtorwart.

## Karriere
Der 182 Zentimeter große Torwart Liberati lebte als junger Erwachsener im französisch besetzten Algerien, wo er für einen Verein aus seiner Heimatstadt Blida auflief. Von dort aus gelang ihm 1946 der Wechsel ins französische Mutterland, als er vom Erstligisten Olympique Marseille unter Vertrag genommen wurde. Bei Marseille war er direkt in der ersten Mannschaft als Nummer eins im Tor vorgesehen und erreichte am 25. August 1946 bei einer 1:2-Niederlage gegen die AS Cannes sein Erstliga- und damit zugleich sein Profidebüt. Fortan blieb er fester Bestandteil einer Mannschaft, mit der er 1948 die französische Meisterschaft gewinnen konnte. An diesen Erfolg konnte man jedoch nicht anknüpfen und es kam zu einem Abrutschen ins Mittelfeld der Tabelle. Überdies wurde Liberati, der nie den Sprung in die Nationalelf seines Landes schaffte, zu Beginn der Spielzeit 1951/52 aus dem Tor verdrängt und musste sich mit der Rolle des Ersatzmanns begnügen. Dabei erlebte er mit, wie sich seine Teamkameraden 1952 äußerst knapp vor dem Abstieg retteten. Am 3. Mai 1953 bestritt er bei einer 1:3-Niederlage gegen den OGC Nizza eine letzte Erstligapartie im Trikot von Marseille, ehe er im Sommer desselben Jahres im benachbarten Zweitligisten AS Aix einen neuen Arbeitgeber fand.
Bei Aix übernahm er während der Saison 1953/54 die Rolle des Stammtorwarts bei einem Verein, der sich im Mittelfeld der zweithöchsten Spielklasse wiederfand. 1954 wechselte er zum Ligarivalen FC Grenoble. Dort war er erneut zwischen den Pfosten gesetzt, entschied sich aber 1955 mit 32 Jahren nach 140 Erstligapartien und 64 Zweitligapartien für die Beendigung seiner Laufbahn. Eine weitere Funktion im Fußball führte er anschließend nicht aus. Libérati starb 2016 kurz vor seinem 93. Geburtstag in der zu Aix-en-Provence zählenden Ortschaft Luynes.